# Tex Fletcher
Tex Fletcher, geboren als Geremino Bisceglia, (Harrison, 17 april 1909 - Newburgh, 14 maart 1987) was een Amerikaanse countryzanger en acteur.

## Jeugd
Tex Fletcher was de zoon van de Italiaanse immigranten Michael en Josephine. Hij was de vijfde van acht kinderen. Tijdens zijn kindheid leerde hij als linkshandige gitaar spelen. Op 15-jarige leeftijd verliet hij zijn geboortestad en reisde hij met een circus door de Verenigde Staten en Canada. Daarna bleef hij in South Dakota, waar hij leerde omgaan met paarden en cowboy werd.
Nadat hij aan het begin van de jaren 1930 was teruggekeerd naar New York werd hij onder andere lid van de Rex Coles Mountaineers en kreeg een baan bij de kleine radiozender WFAS in White Plains. Daar trad hij in een programma op als zingende cowboy. Een talentenscout uit Hollywood hoorde zijn radioprogramma en verplichtte hem voor acht westerns. Zijn eerste rol kreeg hij in Down On The Barn, gevolgd door Emmerson's Mountaineers. Echter de eerste film Six-Gun Rhythm, waarin hij de hoofdrol speelde, werd niet gepubliceerd, omdat de uitgeverij werd gesloten. Fletcher bezorgde zich een kopie van de film en zwalkte door het noordoosten van de Verenigde Staten van bioscoop tot bioscoop om zijn film aan de man te brengen. Doorgaans ging hij vooraf aan de voorstelling op het podium en zong enkele liederen en liet daarna de film vertonen, waarna hij autogrammen uitdeelde. Begeleid werd hij daarbij door zijn vriend Tex Ritter. Hoewel hij verdere aanbiedingen kreeg voor de filmindustrie, draaide hij vooreerst geen films meer. Toen de Tweede Wereldoorlog zijn intrede deed, werd hij opgeroepen voor zijn militaire dienstplicht.

## Carrière
Na zijn ontslag uit het leger, probeerde hij het nogmaals als zanger en acteur. Met succes, zoals later zou blijken. Hij trad weer op in radioprogramma's, speelde mee in talrijke westerns en publiceerde bij Decca Records regelmatig platen. In 1950 sloot hij zich aan bij de auteursvereniging ASCAP. Zijn grootste successen zijn onder andere Pearl and Wine, Lyin' Lips en The Wall You Build. Hij trad af en toe ook op bij de televisie en in de Grand Ole Opry, het bekendste radioprogramma van de Verenigde Staten. Hij richtte zijn eigen label Dakota Records op, waarbij hij later ook zijn platen publiceerde. Zijn laatste album publiceerde hij in 1964.

## Privéleven en overlijden
In 1947 trouwde hij met de verpleegster Ada Mae Henkel Fletcher (1924-2003), waarmee hij vijf kinderen had. Zijn zoon George is eveneens muzikant. Tex Fletcher overleed op 14 maart 1987 op 78-jarige leeftijd.

## Discografie
- Will Bill Hickock
- Holdin' Hands
- My Old Dog And Me
- I'm Going Back To Red River Valley
- I Lost My Love In The Ohio Flood
- Way Out West in Texas
- Tipperary (The Great Outlaw Horse)
- The Lord Is In The Saddle Tonight

- Gemeinsame Normdatei: 1297720393
- International Standard Name Identifier: 0000 0000 5912 7453
- Library of Congress Control Number: no2009062089
- SNAC: w6nf1d84
- Virtual International Authority File: 86387629
- WorldCat: E39PBJbtrfyhkfCJM9Rqrdq84q